# Matija Muhar
Matija Muhar (ur. 22 lipca 1996) – słoweński lekkoatleta specjalizujący się w rzucie oszczepem.
W 2013 został mistrzem świata juniorów młodszych, a rok później zdobył srebrny medal mistrzostw świata juniorów w Eugene. Mistrz Europy juniorów z Eskilstuny (2015).
Rekordy życiowe: oszczep o wadze 700 gramów – 78,84 (15 lipca 2013, Donieck), rekord Słowenii juniorów młodszych; oszczep o wadze 800 gramów – 79,20 (18 lipca 2015, Eskilstuna).

## Osiągnięcia
| Rok  | Impreza                               | Miejsce      | Pozycja           | Wynik |
| ---- | ------------------------------------- | ------------ | ----------------- | ----- |
| 2013 | Mistrzostwa świata juniorów młodszych | Donieck      | 1. miejsce        | 78,84 |
| 2014 | Mistrzostwa świata juniorów           | Eugene       | 2. miejsce        | 72,97 |
| 2015 | Zimowy puchar Europy w rzutach        | Leiria       | 1. miejsce (U-23) | 77,60 |
| 2015 | II liga drużynowych mistrzostw Europy | Stara Zagora | 2. miejsce        | 76,97 |
| 2015 | Mistrzostwa Europy juniorów           | Eskilstuna   | 1. miejsce        | 79,20 |